# Réserve nationale historico-artistique de Goboustan
La réserve nationale historico-artistique de Goboustan (en azéri : Qobustan Dövlət tarixi-bədii qoruğu), à environ 65 km au sud-ouest de Bakou, fut fondée en 1966 pour préserver et protéger l'art rupestre de la région ainsi que les volcans de boue et les monolithes appelés « gaval dash ». C'est la réserve la plus visitée d'Azerbaïdjan.
Elle abrite environ 600 000 peintures rupestres représentant des hommes, des batailles, des danses, des bateaux, des guerriers armés de lances, des combats de taureaux, des bateaux chargés de soldats, des caravanes de chameaux, le soleil et les étoiles, etc. Les dessins sont vieux de 5 000 à 20 000 ans.

## Art rupestre

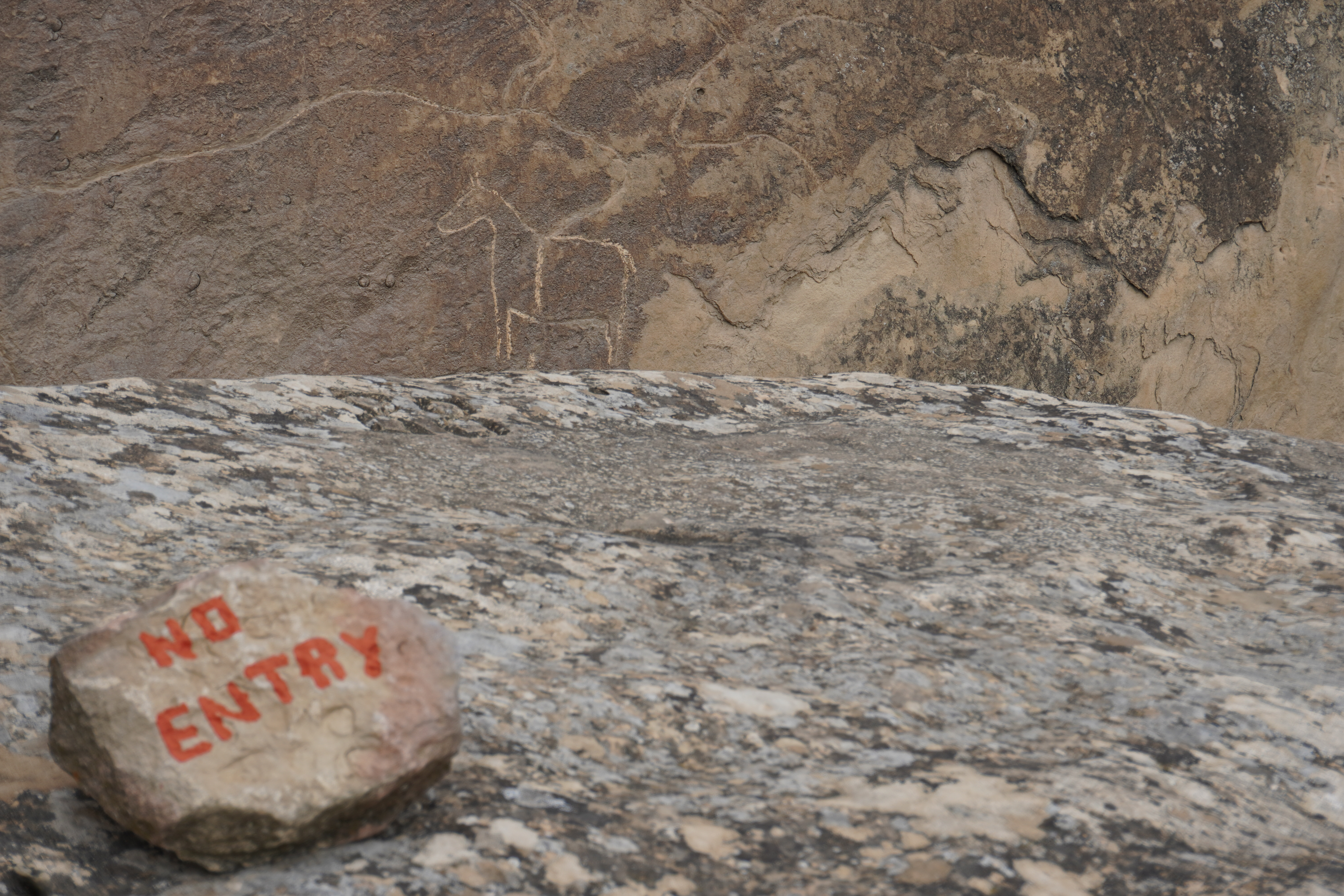
Inscription No entry posée devant une peinture rupestre, au sein de la réserve de Goboustan.

L'art rupestre (dessins et sculptures) et les pétroglyphes décrivent des scènes fascinantes de la vie préhistorique dans le Caucase. Les dessins, assez bien préservés, montrent des personnes dans des bateaux de roseaux, des hommes chassant l'antilope et des taureaux sauvages, et des femmes dansant, entre autres scènes de la vie quotidienne. Le célèbre anthropologue norvégien Thor Heyerdahl visita la région plusieurs fois entre 1961 et sa mort en 2002, étudiant les sites de Gobustan en vue d'un projet intitulé Jakten på Odin. På sporet av vår fortid (À la recherche d'Odin. Sur les traces de notre passé), publié en 2001.

## Volcans de boue

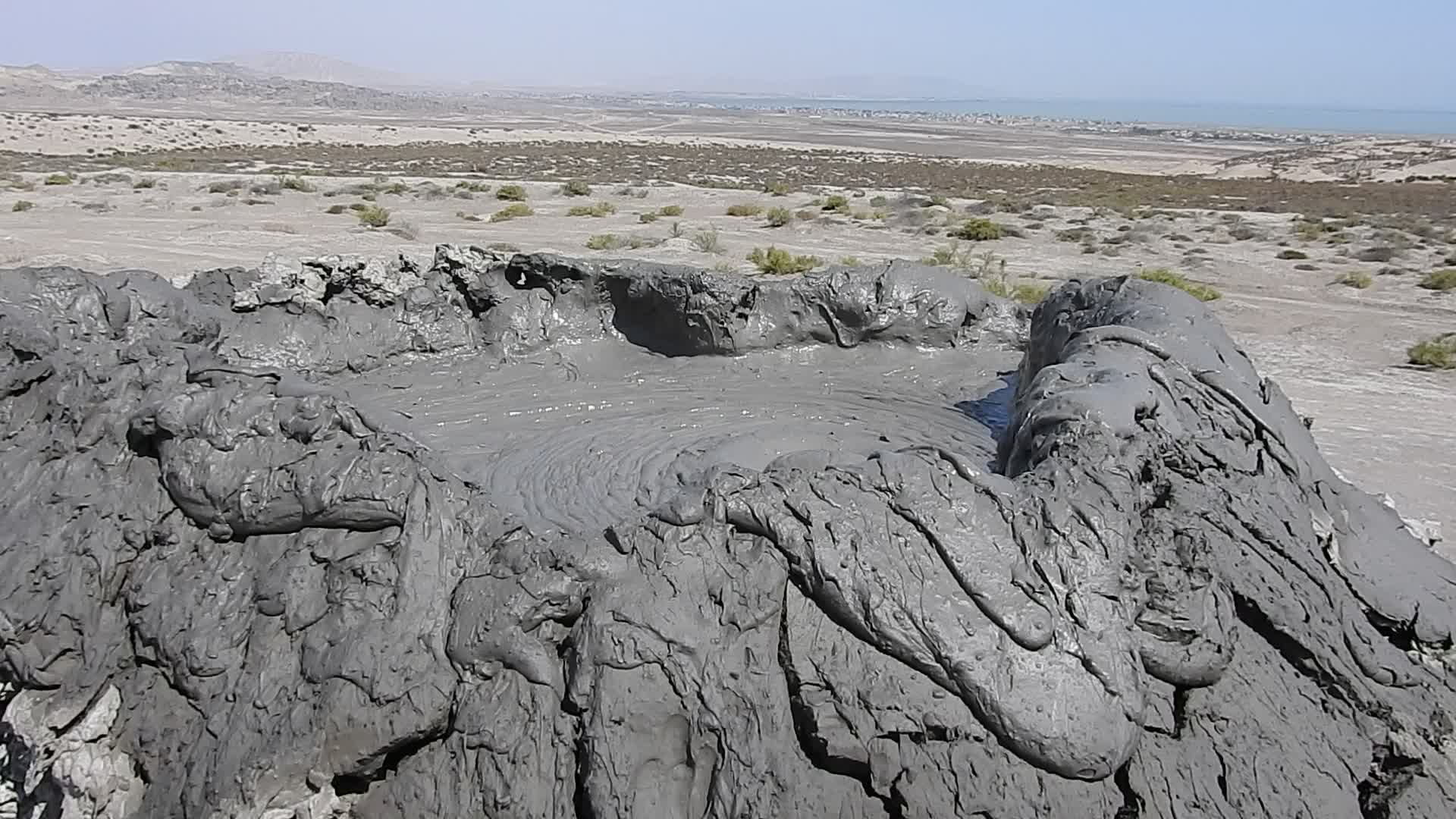
Un volcan de boue au Goboustan.

On estime qu'environ 300 des 700 volcans de boue du monde se trouve au Goboustan et dans la mer Caspienne. Beaucoup de géologues, touristes étrangers ou locaux visitent des sites comme le cratère de Firouz, le Goboustan ou Salyan pour se badigeonner de boue aux vertus réputées thérapeutiques. En 2001 un volcan de boue à 15 km de Bakou fit la une dans le monde entier lorsque des flammes hautes de quinze mètres commencèrent à s'échapper de son cratère. L'origine des volcans de boue de cette région n'est pas clairement connue.